# Hospital Universitario (Lusaka)
El Hospital Universitario (en inglés: University Teaching Hospital) es un hospital de la ciudad de Lusaka, capital del país africano de Zambia. Es el hospital más grande de esa nación, con 1.655 camas. Es un hospital de enseñanza y, como tal, se utiliza para entrenar a los estudiantes de medicina y enfermeras locales. La UTH ofrece atención hospitalaria y ambulatoria y es un centro de referencia para especialistas de todo el país.